# 中西襄
中西 襄（なかにし のぼる、1932年 - ）は、日本の物理学者。京都大学名誉教授。元プリンストン高等研究所、ブルックヘブン国立研究所研究員。学位は理学博士（京都大学）。場の量子論を専門とする。
1955年京都大学理学部物理学科卒業。プリンストン高等研究所、ブルックヘブン国立研究所研究員を経て、京都大学数理解析研究所教授、現在は京都大学名誉教授。

## 研究
専門は場の量子論。「場の量子論における散乱振幅の諸性質の分析」により1973年度仁科記念賞を受賞。「QEDの中西-Lautrup 形式と不定計量の場の理論の研究」で2010年度素粒子メダル受賞。
主に数学者の在籍する数理解析研究所の教授であったことからも分かるように一貫して数学的な立場から物理学を研究してきた。超弦理論に対して批判的なことで知られており、「彼ら（超弦理論の研究者）はあまりにも多くのことを仮定し、あまりにも少ない結果しか出さないのである」（素粒子論研究2000年9月号）と皮肉っている。

## 家族
文字研究家の中西亮は兄、婦人運動家の中西豊子はいとこ、文筆家の中西秀彦は甥。

## 著書
- Noboru Nakanishi, Graph Theory and Feynman Integrals, Gordon and Breach (1971).
- 「場の量子論」 (新物理学シリーズ 19)、培風館、ISBN 978-4563024192 (1975年9月)。
- 『相対論的量子論―重力と光の中にひそむ「お化け」』（講談社ブルーバックス）、ISBN 978-4061180703（1981年8月）。
- Noboru Nakanishi, I. Ojima (Eds): Covariant Operator Formalism of Gauge Theories and Quantum Gravity (WorldScientific),ISBN 978-9971502393 (1990年5月）。
- 『場と時空』（日本評論社）、ISBN 978-4-535-78194-8　（1992年11月）。
- 『ファインマン・ダイアグラム』（丸善）ISBN 978-4621038529（1993年7月）。
- 「微分方程式 物理的発想の解析学」丸善出版,ISBN 978-4621300770（2016年10月13日）。
- Noboru Nakanishi, Kenji Seto: Differential Equations and Their Applications: Analysis from a Physicist's Viewpoint, World Scientific (2022年4月22日).